# Danny Kaye
Danny Kaye, właśc. David Daniel Kaminsky (ur. 18 stycznia 1911 w Nowym Jorku, zm. 3 marca 1987 w Los Angeles) – amerykański aktor, piosenkarz, tancerz, komik, muzyk, filantrop i kucharz. Był pierwszym ambasadorem generalnym UNICEF w 1954 i otrzymał francuską Legię Honorową w 1986 za lata pracy w organizacji.

## Życiorys
Urodził się w nowojorskim Brooklynie. Był najmłodszym z trzech synów. Jego rodzice, Clara (Nemerovsky) i Jacob Kaminsky, byli żydowskimi emigrantami. Jego ojciec pochodził z Kijowa z korzeniami na Litwie, a matka również pochodziła z ówczesnego Imperium Rosyjskiego. Jego rodzice i starsi bracia, Larry i Mac, opuścili Dniepropietrowsk dwa lata przed narodzinami Danny’ego; był ich jedynym synem urodzonym w Stanach Zjednoczonych.
Rozpoczął karierę w latach 30. jako komik w hotelach w górach Catskill i w klubach nocnych w całych Stanach Zjednoczonych. W tym okresie stworzył pantomimy, szybki śpiew scat i fizyczne wybryki, które miały stać się jego znakiem rozpoznawczym. 
Dostał swoją pierwszą rolę filmową w krótkometrażowej komedii Educational Pictures Księżyc nad Manhattanem (Moon Over Manhattan, 1935). Następnie wystąpił w innych niskobudżetowych filmach krótkometrażowych, takich jak Dime a Dance (1937) jako Eddie z Imogene Cocą i June Allyson czy Cupid Takes a Holiday (1938) jako Nikołaj Nikołajewicz, zanim studio zostało zamknięte w 1938. Wkrótce odniósł sukces na scenie na Broadwayu, zaczynając od musicalu The Straw Hat Revue (1939) i Lady in the Dark (1940) jako Russell Paxton. Wiele razy występował ze znaną aktorką Virginią Mayo. 
3 stycznia 1940 ożenił się z autorką tekstów piosenek Sylvią Fine, z którą miał córkę Denę (ur. 17 grudnia 1946). Był biseksualistą i w latach 1949–1950 spotykał się z Laurence’em Olivierem.

## Nagrody
| Rok  | Nagroda                           | Kategoria                                                          | Tytuł filmu / serialu                             |
| ---- | --------------------------------- | ------------------------------------------------------------------ | ------------------------------------------------- |
| 1952 | Złoty Glob                        | Złoty Glob dla najlepszego aktora w filmie komediowym lub musicalu | On the Riviera (1951)                             |
| 1953 | Tony Award                        | Nagroda specjalna                                                  | n/d                                               |
| 1955 | Oscar                             | Oscar Specjalny za wybitną grę aktorską                            | n/d                                               |
| 1959 | Złoty Glob                        | Złoty Glob dla najlepszego aktora w filmie komediowym lub musicalu | Jakobowsky i pułkownik (Me and the Colonel, 1958) |
| 1982 | Oscar                             | Nagroda za działalność humanitarną im. Jeana Hersholta             | n/d                                               |
| 1983 | Nagroda Gildii Aktorów Ekranowych | Nagroda AFI za osiągnięcia w życiu                                 | n/d                                               |